# Sky Multichannels
Sky Multichannels è stata una piattaforma televisiva a pagamento britannica, disponibile nella televisione analogica satellitare.
I suoi canali trasmettevano sul satellite Astra 19.2° est. 
I programmi erano criptati col sistema NDS.
Il servizio era inizialmente offerto al prezzo di £ 6,99 al mese, anche se coloro che si sono iscritti prima del 1º settembre potevano vedere i canali per il prezzo scontato di 3,99 £ al mese fino all'inizio del 1994. 
Chiuse i battenti il 27 settembre 2001 col passaggio alla nuova piattaforma digitale British Sky Broadcasting.

## Canali televisivi
| Canale                   | Genere                       | Note                                                     |
| ------------------------ | ---------------------------- | -------------------------------------------------------- |
| Trouble                  | Adolescenti e giovani adulti | 06:00 - 20:00, syndication con Bravo.                    |
| MTV Europe               | Musica                       |                                                          |
| Sky1                     | Intrattenimento              |                                                          |
| UK Gold                  | Classic Programming          |                                                          |
| Bravo                    | Film                         | 20:00 - 06:00, syndication con Trouble.                  |
| Discovery Channel        | Documentari                  |                                                          |
| TV Travel Shop           | Shopping                     | 06:00 - 17:00, syndication con Challenge TV.             |
| Challenge TV             | Game Shows                   | 17:00 - 00:00, syndication con TV Travel Shop.           |
| Nickelodeon              | Bambini                      | 07:00 - 19:00, syndication con Paramount Comedy Channel. |
| Paramount Comedy Channel | Comedy                       | 19:00 - 04:00, syndication con Nickelodeon.              |
| Sky Living               | Femminile                    |                                                          |
| VH1                      | Musica                       |                                                          |
| Sky Soap                 | Soap opera                   |                                                          |
| Sky Travel               | Lifestyle                    |                                                          |